# 笑般若

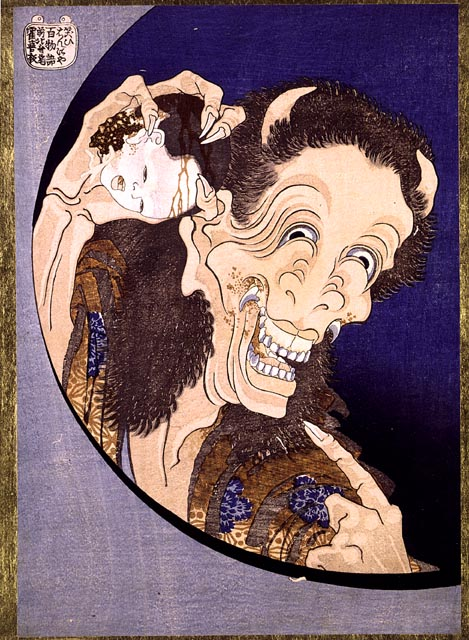
葛饰北斋『百物語』中的「笑ひはんにや」

笑般若（笑い般若，わらいはんにゃ）是江戶時代的浮世絵中描畫的長野縣傳說中的妖怪。
葛饰北斋的浮世繪代表作『百物語』以「笑いはんにや」為題，描畫了手持小孩子的頭，長著彎角和獠牙的狂笑不已的女鬼形象。其將小孩子的頭像石榴一樣握在手中，給人以凶惡厭惡的感覺。 
河鍋暁斎的『暁斎漫畫』中描述到笑般若是擁有邪心人間女性鬼女化的產物。 
長野縣東筑摩郡也有關於笑般若的傳說，詳情還待考察。 

## 腳註
1. 1 2  京極夏彥他編著『北斎妖怪百景』 國書刊行會、2004年、57頁。 ISBN 4-336-04636-0。
2. ↑  京極夏彥・多田克己編著『暁斎妖怪百景』 國書刊行會、1998年、143頁。 ISBN 4-336-04083-4。
3. ↑  村上健司編著『妖怪事典』 毎日新聞社、2000年、369頁。 ISBN 4-620-31428-5。